# Južnomoravski okraj
Južnomoravski okraj (češko Jihomoravský kraj) je administrativna enota (okraj) Češke republike. Leži na jugu države in meji na jugu na Avstrijo ter Slovaško, od čeških okrajev pa od zahoda proti vzhodu na Južnočeški okraj, Visočinski okraj, Pardubiški okraj, Olomuški okraj in Zlinski okraj. Glavno mesto je Brno, do leta 2001 se je po njem imenoval Brněnský kraj. Skupaj z Visočinskim okrajem tvori statistično regijo Jugovzhodna Češka.
Severni del zavzema moravski kras, južno pa so ravnine, zaradi ugodnega podnebja znane kot vinorodno območje. Tu pridelajo skoraj vse češko vino. Na vzhodu se dvigajo hribi Belih Karpatov.

## Upravna delitev
Južnočeški okraj se nadalje deli v sedem okrožij (okres).
| Okrožje     | Prebivalcev (1. 1. 2020) | Površina [km²] | Gostota preb. [/km²] | Št. občin |
| ----------- | ------------------------ | -------------- | -------------------- | --------- |
| Blansko     | 109.104                  | 862            | 127                  | 116       |
| Brno-město  | 382.405                  | 230            | 1663                 | 1         |
| Brno-venkov | 226.442                  | 1499           | 151                  | 187       |
| Břeclav     | 116.482                  | 1038           | 112                  | 63        |
| Hodonín     | 153.607                  | 1099           | 140                  | 82        |
| Vyškov      | 92.735                   | 869            | 107                  | 79+1      |
| Znojmo      | 114.552                  | 1590           | 72                   | 144       |
| Skupaj      | 1.191.989                |                |                      |           |